# Foot Ball Club Spezia 1906 1960-1961
Questa voce raccoglie le informazioni riguardanti il Foot Ball Club Spezia 1906 nelle competizioni ufficiali della stagione 1960-1961.

## Stagione
Nella stagione 1960-1961 lo Spezia disputa il girone A del campionato di Serie C, un torneo a 18 squadre che prevede una promozione e due retrocessioni, con 35 punti in classifica si piazza in settima posizione. Il Modena vince il torneo con 44 punti e sale in Serie B, retrocedono in Serie D il Piacenza con 29 punti e l'Entella con 28 punti.
Si riparte con alla guida della società il Commissario Alberto Del Santo, il mercato è però ancora curato da Enrico Bertorello, il quale si trova costretto a vendere per riassestare le casse societarie, le partenze più dolorose sono quelle di Giacomo Persenda e Gianni Zennaro. Come allenatore viene scelto lo slavo Stanko Ruzic, ma dopo l'incerto inizio del campionato, dopo le batoste esterne di Mestre e Lodi, viene richiamato l'allenatore Sergio Bertoni che aveva allenato gli aquilotti dal 1955 al 1957, mentre viene richiamato Gianni Zennaro, dopo solo tre mesi passati nella Reggiana. Con questi aggiustamenti della rosa, con un ottimo rendimento al Picco e con le reti di William Bronzoni, la squadra spezzina si risolleva ed ottiene un insperato settimo posto finale.

## Rosa
| N. |                   | Ruolo | Calciatore            |
| -- | ----------------- | ----- | --------------------- |
|    | Italia (bandiera) | C     | Romano Aquilani       |
|    | Italia (bandiera) | D     | Pietro Barsotti       |
|    | Italia (bandiera) | C     | Roberto Boggio        |
|    | Italia (bandiera) | P     | Sergio Bressan        |
|    | Italia (bandiera) | A     | William Bronzoni      |
|    | Italia (bandiera) | C     | Giuliano Campi        |
|    | Italia (bandiera) | C     | Umberto Campioli      |
|    | Italia (bandiera) | A     | Adolfo Cartisano      |
|    | Italia (bandiera) | A     | Adelio Colombo        |
|    | Italia (bandiera) | C     | Carlo Corongiu        |
|    | Italia (bandiera) | C     | Giovanni Currarini    |
|    | Italia (bandiera) | C     | Domenico De Dominicis |

| N. |                   | Ruolo | Calciatore         |
| -- | ----------------- | ----- | ------------------ |
|    | Italia (bandiera) | C     | Roberto Derlin     |
|    | Italia (bandiera) | A     | Riccardo Fasana    |
|    | Italia (bandiera) | D     | Ferruccio Incerti  |
|    | Italia (bandiera) | D     | Antonio Maccari    |
|    | Italia (bandiera) | C     | Giovanni Mangini   |
|    | Italia (bandiera) | P     | Alfredo Paolicchi  |
|    | Italia (bandiera) | D     | Enrico Pezzica     |
|    | Italia (bandiera) | P     | Silvano Rosi       |
|    | Italia (bandiera) | A     | Franco Santoro     |
|    | Italia (bandiera) | A     | Pierluigi Spinelli |
|    | Italia (bandiera) | C     | Antonio Tamburini  |
|    | Italia (bandiera) | D     | Gianni Zennaro     |

## Risultati

### Girone di andata
| Arbitro: | Pastechi (Pisa) |

|                            |           |                          |
| Tamburini 15’ Campioli 51’ | Marcatori | 41’ Casali 72’ Galandini |

| Arbitro: | Laureti (Rimini) |

|  |           |            |
|  | Marcatori | 17’ Spanio |

| Arbitro: | Gandiolo (Alessandria) |

|           |           |              |
| Negri 32’ | Marcatori | 65’ Aquilani |

| Arbitro: | Bernardis (Trieste) |

|                                                    |           |               |
| Galtarossa 4’, 47’ Fin 15’ Zagatti 43’ Bellemo 83’ | Marcatori | 78’ Cartisano |

| Arbitro: | Zanchi (Mestre) |

|                                                     |           |                           |
| Santoro 6’ Cartisano 15’ Tamburini 16’ Campioli 78’ | Marcatori | 22’ Parodi 53’ Sanguineti |

| Arbitro: | Sarti (Cesena) |

|                                    |           |  |
| Broggi 4’, 60’ Corongiu 32’ (aut.) | Marcatori |  |

| Arbitro: | Firmi (Crema) |

|                           |           |  |
| Cartisano 1’ Bronzoni 40’ | Marcatori |  |

| Arbitro: | Lombardini (Firenze) |

|                                |           |                             |
| Incerti 20’ (rig.) Santoro 63’ | Marcatori | 13’ Bolognesi 76’ Pistacchi |

| Arbitro: | Orlando (Bergamo) |

|                       |           |               |
| Gianesello 45’ (rig.) | Marcatori | 25’ Cartisano |

| La Spezia 4 dicembre 1960 10ª giornata | Spezia           | 0 – 0 | Legnano | Stadio Alberto Picco\| Arbitro: \| Tarabori (Lucca) \| |
| Arbitro:                               | Tarabori (Lucca) |       |         |                                                        |

| Casale Monferrato 11 dicembre 1960 11ª giornata | Casale            | 0 – 0 | Spezia | Stadio Natale Palli\| Arbitro: \| Caporali (Verona) \| |
| Arbitro:                                        | Caporali (Verona) |       |        |                                                        |

| Arbitro: | Pignatta (Torino) |

|                           |           |  |
| Colombo 24’ Tamburini 58’ | Marcatori |  |

| Arbitro: | Bellotto (Pordenone) |

|              |           |                                    |
| Valsecchi 1’ | Marcatori | 9’ Tamburini 19’, 34’, 55’ Colombo |

| Arbitro: | Schinetti (Brescia) |

|                    |           |  |
| Incerti 43’ (rig.) | Marcatori |  |

| Cremona 8 gennaio 1961 15ª giornata | Cremonese       | 0 – 0 | Spezia | Stadio Giovanni Zini\| Arbitro: \| Saetti (Padova) \| |
| Arbitro:                            | Saetti (Padova) |       |        |                                                       |

| Arbitro: | Giunti (Arezzo) |

|  |           |             |
|  | Marcatori | 61’ Vetrano |

| Arbitro: | Firmi (Crema) |

|                                      |           |              |
| Colondri 1’ Oderda 37’ Callegari 81’ | Marcatori | 13’ Campioli |

### Girone di ritorno
| Piacenza 5 febbraio 1961 18ª giornata | Piacenza             | 0 – 0 | Spezia | Barriera Genova\| Arbitro: \| De Angelis (Pescara) \| |
| Arbitro:                              | De Angelis (Pescara) |       |        |                                                       |

| Arbitro: | Monti (Ancona) |

|                     |           |              |
| Dappiano I 43’, 89’ | Marcatori | 46’ Bronzoni |

| Arbitro: | Nico (San Benedetto del Tronto) |

|             |           |            |
| Bronzoni 9’ | Marcatori | 12’ Parodi |

| Arbitro: | Acernese (Roma) |

|                   |           |  |
| Bronzoni 32’, 65’ | Marcatori |  |

| Arbitro: | Virgili (Roma) |

|                      |           |  |
| Forno 15’ Pisani 71’ | Marcatori |  |

| Arbitro: | D'Auria (Salerno) |

|                  |           |  |
| De Dominicis 45’ | Marcatori |  |

| Arbitro: | Caporali (Verona) |

|               |           |               |
| Cavazzuti 39’ | Marcatori | 89’ Tamburini |

| Arbitro: | Castracane (Benevento) |

|                                           |           |  |
| Mangiarotti 1’ Pagliari 78’ Bolognesi 80’ | Marcatori |  |

| Arbitro: | Mariotti (Firenze) |

|                                                            |           |  |
| Campioli 42’ Bronzoni 57’ Incerti 59’ (rig.) Tamburini 84’ | Marcatori |  |

| Arbitro: | Soravia (Ancona) |

|               |           |              |
| Castagner 46’ | Marcatori | 45’ Bronzoni |

| Arbitro: | Riva (Cagliari) |

|                                    |           |  |
| Bronzoni 14’, 85’ De Dominicis 25’ | Marcatori |  |

| Arbitro: | Vitullo (Roma) |

|          |           |  |
| Moro 65’ | Marcatori |  |

| Arbitro: | Cadel (Mestre) |

|                                             |           |  |
| Currarini 42’ Turri 49’ (aut.) Bronzoni 76’ | Marcatori |  |

| Sanremo 14 maggio 1961 31ª giornata | Sanremese          | 0 – 0 | Spezia | Stadio di Sanremo\| Arbitro: \| Marchiori (Padova) \| |
| Arbitro:                            | Marchiori (Padova) |       |        |                                                       |

| La Spezia 21 maggio 1961 32ª giornata | Spezia           | 0 – 0 | Cremonese | Stadio Alberto Picco\| Arbitro: \| Trezza (Cremona) \| |
| Arbitro:                              | Trezza (Cremona) |       |           |                                                        |

| Arbitro: | Mariotti (Firenze) |

|                               |           |                        |
| Meggiorini 20’, 59’ Villa 60’ | Marcatori | 23’ Santoro 72’ Fasana |

| Arbitro: | Di Laura (Roma) |

|                                            |           |                                   |
| Cartisano 17’ Colombo 26’ De Dominicis 71’ | Marcatori | 19’ Callegari 84’ (aut.) Corongiu |